# ARD-Infoabend
Der ARD-Infoabend ist seit dem 29. April 2024 ein Gemeinschaftsprogramm der Informationswellen des Hörfunks der ARD, das jeden Tag von 20:15 Uhr bis 22:00 Uhr ausgestrahlt wird.
Es wird im wöchentlichen Wechsel von BR24, NDR Info und rbb24 Inforadio und seit dem 1. Oktober 2024 auch von MDR Aktuell produziert sowie von BR24live, hr-info, NDR Info Spezial und SWR Aktuell und montags und donnerstags auch von einem Video-Livestream live übernommen.

## Inhalte
Montags und donnerstags wird die Debattensendung Mitreden! Deutschland diskutiert ausgestrahlt, die auch im Video-Livestream verfügbar ist.
Dienstags, mittwochs, samstags und sonntags wird der ARD-Infoabend die Entwicklungen des Tages auf dem Laufenden halten und Spiele des DFB-Pokals und der UEFA Champions League mit deutscher Beteiligung ausstrahlen, was zuvor in der ARD-Infonacht mitenthalten war.
Freitags wird in der Sendung über die Fußball-Bundesliga und der 2. Bundesliga sowie nationalen und internationalen Spitzensport berichtet.